# Canton de Lamarche
Le canton de Lamarche est une division administrative française, située dans le département des Vosges et la région Lorraine.

## Composition
| Nom                  | Code Insee | Intercommunalité             | Superficie (km2) | Population (dernière pop. légale) | Densité (hab./km2) |
| -------------------- | ---------- | ---------------------------- | ---------------- | --------------------------------- | ------------------ |
| Lamarche (chef-lieu) | 88258      | CC Les Vosges Côté Sud-Ouest | 33,69            | 973 (2014)                        | 29                 |
| Ainvelle             | 88004      | CC Les Vosges Côté Sud-Ouest | 9,03             | 169 (2014)                        | 19                 |
| Blevaincourt         | 88062      | CC Les Vosges Côté Sud-Ouest | 8,75             | 103 (2014)                        | 12                 |
| Châtillon-sur-Saône  | 88096      | CC Les Vosges Côté Sud-Ouest | 9,21             | 138 (2014)                        | 15                 |
| Damblain             | 88123      | CC Les Vosges Côté Sud-Ouest | 13,27            | 254 (2014)                        | 19                 |
| Fouchécourt          | 88179      | CC Les Vosges Côté Sud-Ouest | 4,66             | 45 (2014)                         | 9,7                |
| Frain                | 88180      | CC Les Vosges Côté Sud-Ouest | 7,54             | 136 (2014)                        | 18                 |
| Grignoncourt         | 88220      | CC Les Vosges Côté Sud-Ouest | 5,41             | 38 (2014)                         | 7                  |
| Isches               | 88248      | CC Les Vosges Côté Sud-Ouest | 13,60            | 162 (2014)                        | 12                 |
| Lironcourt           | 88272      | CC Les Vosges Côté Sud-Ouest | 4,84             | 74 (2014)                         | 15                 |
| Marey                | 88287      | CC Les Vosges Côté Sud-Ouest | 7,90             | 73 (2014)                         | 9,2                |
| Martigny-les-Bains   | 88289      | CC Les Vosges Côté Sud-Ouest | 29,22            | 799 (2014)                        | 27                 |
| Mont-lès-Lamarche    | 88307      | CC Les Vosges Côté Sud-Ouest | 7,10             | 104 (2014)                        | 15                 |
| Morizécourt          | 88314      | CC Les Vosges Côté Sud-Ouest | 10,68            | 114 (2014)                        | 11                 |
| Robécourt            | 88390      | CC Les Vosges Côté Sud-Ouest | 8,78             | 112 (2014)                        | 13                 |
| Rocourt              | 88392      | CC des Marches de Lorraine   | 1,86             | 27 (2014)                         | 15                 |
| Romain-aux-Bois      | 88394      | CC Les Vosges Côté Sud-Ouest | 8,14             | 47 (2014)                         | 5,8                |
| Rozières-sur-Mouzon  | 88404      | CC Les Vosges Côté Sud-Ouest | 4,78             | 65 (2014)                         | 14                 |
| Saint-Julien         | 88421      | CC Les Vosges Côté Sud-Ouest | 14,11            | 121 (2014)                        | 8,6                |
| Senaide              | 88450      | CC Les Vosges Côté Sud-Ouest | 12,17            | 176 (2014)                        | 14                 |
| Serécourt            | 88455      | CC Les Vosges Côté Sud-Ouest | 13,70            | 110 (2014)                        | 8                  |
| Serocourt            | 88456      | CC Les Vosges Côté Sud-Ouest | 11,05            | 96 (2014)                         | 8,7                |
| Les Thons            | 88471      | CC Les Vosges Côté Sud-Ouest | 10,09            | 114 (2014)                        | 11                 |
| Tignécourt           | 88473      | CC Les Vosges Côté Sud-Ouest | 18,97            | 114 (2014)                        | 6                  |
| Tollaincourt         | 88475      | CC Les Vosges Côté Sud-Ouest | 14,13            | 101 (2014)                        | 7,1                |
| Villotte             | 88510      | CC Les Vosges Côté Sud-Ouest | 8,21             | 153 (2014)                        | 19                 |

## Représentation

### Conseillers d'arrondissement (de 1833 à 1940)
Le canton de Lamarche avait deux conseillers d'arrondissement jusqu'en 1926.
| Période                                  | Période | Identité                         | Étiquette | Qualité |
| ---------------------------------------- | ------- | -------------------------------- | --------- | --- |
| 1833                                     | 1845    | Paul de Roussel de Grandhaye     |           | Médecin à Lamarche                                                                                          |
| 1833                                     | 1848    | Charles François Nicolas Floriot |           | Négociant, ancien officier, ancien maire de Lamarche                                                        |
| 1845                                     | 1848    | Joseph Planté (1797-1878)        |           | Négociant, marchand de bois puis rentier, maire de Martigny-lès-Lamarche                                    |
|                                          |         |                                  |           | |
| 1898                                     |         | Jules Dubois                     |           | Propriétaire à Martigny-les-Bains                                                                           |
|                                          |         |                                  |           | |
| 1913                                     | 1931    | Jean-Nicolas Guyot               |           | Maire de Romain-aux-Bois, Président du Conseil d'arrondissement                                             |
| av.1919                                  | 1928    | Alcide Ferry                     |           | Lieutenant-colonel, maire de Martigny-les-Bains                                                             |
| 1928                                     | 1931    | M. Guillot                       |           | |
| 1931                                     |         | Henri Blondel                    |           | Propriétaire à Isches                                                                                       |
| 1940                                     |         |                                  |           | Les conseils d'arrondissement ont été suspendus par la loi du 12 octobre 1940 et n'ont jamais été réactivés |
| Les données manquantes sont à compléter. |         |                                  |           | |

### Conseillers généraux de 1833 à 2015
| Période | Période                   | Identité                                                  | Étiquette            | Qualité |
| ------- | ------------------------- | --------------------------------------------------------- | -------------------- | --- |
| 1833    | 1845                      | Charles Collard                                           |                      | Avocat puis substitut du Procureur près la Cour royale de Nancy Maire de Lamarche                                     |
| 1845    | 1848                      | Clément Collard cousin du précédent                       |                      | Avocat |
| 1848    | 1872 (décès)              | Léopold Clément                                           |                      | Notaire Maire de Isches                                                                                               |
| 1873    | 1877                      | Ferdinand Pothier (1833-1900)                             | Droite               | Chef d'escadron d'artillerie Général de brigade                                                                       |
| 1877    | 1880 (démission)          | Armand Gillet                                             | Républicain          | Médecin Maire de Lamarche                                                                                             |
| 1880    | 1910 (démission)          | Raymond Blondel (1844-1914)                               | Républicain          | Avocat, professeur à la faculte de droit de Nancy                                                                     |
| 1910    | 1912 (décès)              | Augustin Caytel                                           | Rad.                 | Agriculteur-viticulteur Maire de Mont-lès-Lamarche (1896-1908)                                                        |
| 1912    | 1919                      | Camille Picard                                            | Rad.                 | Éditeur Maire de Lamarche (1908-1940) Député (1910-1919)                                                              |
| 1919    | 1925                      | Léon Renaut                                               | URD                  | Notaire Conseiller municipal de Isches (1895-1903)                                                                    |
| 1925    | 1941 (démission d'office) | Camille Picard                                            | Rad.                 | Éditeur Maire de Lamarche (1908-1940) Député (1910-1919, 1924-1928 et 1932-1936) Révoqué par le Gouvernement de Vichy |
|         |                           |                                                           |                      | |
| 1943    | 1945                      | Henri Husson (1887-1961)                                  |                      | Sculpteur sur bois Conseiller municipal de Blevaincourt Nommé conseiller départemental en 1943                        |
|         |                           |                                                           |                      | |
| 1945    | 1951                      | André Chanaux (1915-2004)                                 | DVD puis RPF         | Vétérinaire Conseiller municipal de Martigny-les-Bains (1945-1953)                                                    |
| 1951    | 1970                      | Marcelle Chanaux-Voillemin (1917-1979)épouse du précédent | RPF puis RS puis DVD | Institutrice Maire de Martigny-les-Bains (1953-1970)                                                                  |
| 1970    | 1982                      | Alfred Legendre                                           | DVD                  | Médecin Maire de Lamarche                                                                                             |
| 1982    | 2008                      | Serge Esserméant                                          | UDF puis DL puis UMP | Directeur des relations régionales chez SFR Maire de Villotte (1981-2001)                                             |
| 2008    | 2015                      | Gérard Sancho                                             | UMP                  | Retraité de l'Armée de l'air Maire de Martigny-les-Bains (1995-2014)                                                  |

## Démographie
| 1962  | 1968  | 1975  | 1982  | 1990  | 1999  | 2006  | 2011  | 2012  |
| ----- | ----- | ----- | ----- | ----- | ----- | ----- | ----- | ----- |
| 6 956 | 6 726 | 6 604 | 6 237 | 5 521 | 5 046 | 4 882 | 4 602 | 4 543 |